# 旺斯河畔尚皮尼厄勒
旺斯河畔尚皮尼厄勒（法語：Champigneul-sur-Vence，法語發音：[ʃɑ̃piɲœl syʁ vɑ̃s]）是法国大東部大區阿登省的一个市镇，属于沙勒维尔-梅济耶尔区。

## 地理
旺斯河畔尚皮尼厄勒（49°42'3"N, 4°39'22"E）面积4.61 平方千米，位于法国大東部大區阿登省，该省份为法国北部内陆省份，西接埃纳省，南至马恩省，东临默兹省，北与比利时接壤。
与旺斯河畔尚皮尼厄勒接壤的市镇（或旧市镇、城区）包括：埃维尼、拉弗朗什维尔、旺斯河畔吉尼库尔、蒙迪尼、旺斯河畔圣皮埃尔。
旺斯河畔尚皮尼厄勒的时区为UTC+01:00、UTC+02:00（夏令时）。

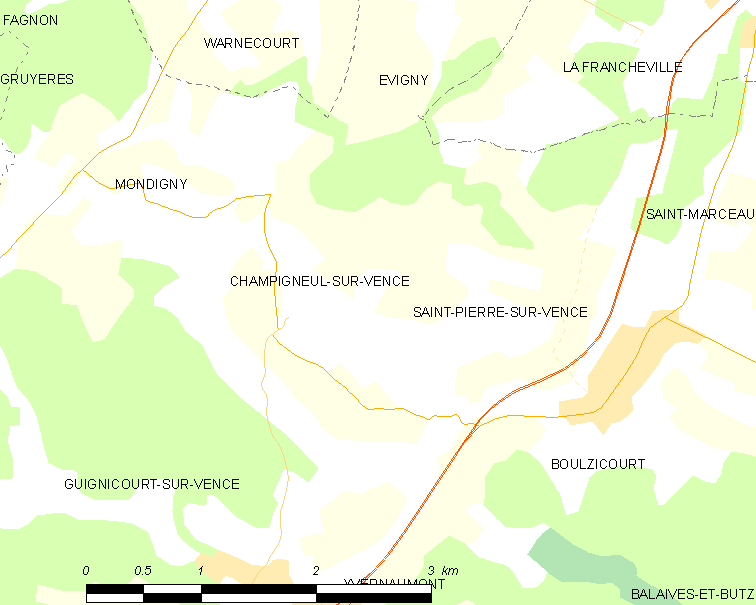
旺斯河畔尚皮尼厄勒的OSM定位图

## 行政
旺斯河畔尚皮尼厄勒的邮政编码为08430，INSEE市镇编码为08099。

## 政治
旺斯河畔尚皮尼厄勒所属的省级选区为默兹河畔努维永县。

## 人口

1962-2008年间旺斯河畔尚皮尼厄勒人口变化图示

旺斯河畔尚皮尼厄勒于2022年1月1日时的人口数量为121人。